# 劉志詹

刘志詹（？—？）字苏佛，山西晋城人。清末民初教育家、政治人物。

## 生平
刘志詹是清朝贡生。1903年，刘志詹留学日本，入法政大学。1906年，刘志詹担任山西谘议局筹办处课长。此后，刘志詹历任山西全省自治研究所教务长、宪政研究会教员、教育总会会长。刘志詹还先后担任山西谘议局议员、资政院议员、高等警校教务兼办监督事宜。
中华民国成立后，1913年刘志詹当选为民元国会众议院议员。国会解散后，刘志詹回到山西。1916年，民元国会第一次恢复时，刘志詹继续担任众议院议员。1922年，民元国会第二次恢复时，刘志詹再度担任众议院议员。